# リチャード・ウェストマコット
リチャード・ウェストマコット（Sir Richard Westmacott RA、1775年7月15日 – 1856年9月1日）はイギリスの彫刻家である。

## 略歴
ロンドンで生まれた。同名の彫刻家の父親（Richard Westmacott the elder: 1747–1808)の工房で働いた後、1793年にアントニオ・カノーヴァの弟子になるためにローマに移った。ローマの古典彫刻を研究し、ローマに移った年にフィレンツェの美術アカデミーの展覧会で1等を得た。翌年はローマのアカデミア・ディ・サン・ルカの展覧会にレリーフを出展してで金賞を得た。1797年にイギリスに帰国し、工房を開き、この工房ではジョン・エドワード・カリュー(John Edward Carew)やマスグレイブ・ワトソン(Musgrave Watson)といった彫刻家が学んだ。
ロンドンに自らの鋳造所を開き、自分の作品やジョン・フラクスマン(John Flaxman)といった彫刻家の作品の鋳造も行った。1840年から建造の始まった「ネルソン記念柱」に取り付けられたレリーフの鋳造のアドバイスを行った。1753年に開館した大英博物館の評議員会と契約し、博物館のコレクションの古典彫刻の複製も制作した。
1797年から1839年の間、ロイヤル・アカデミー・オブ・アーツの展覧会に出展し、1805年にアカデミーの準会員に選ばれ、1811年に正会員になった 。1827年から亡くなるまでアカデミーで彫刻を教えた 。1837年にナイトの称号を授与された。
作品にはロンドンのハイド・パークのマーブル・アーチのレリーフや、バーミンガムのブル・リングに1809年に設置されたネルソン提督像などがある。

## 作品

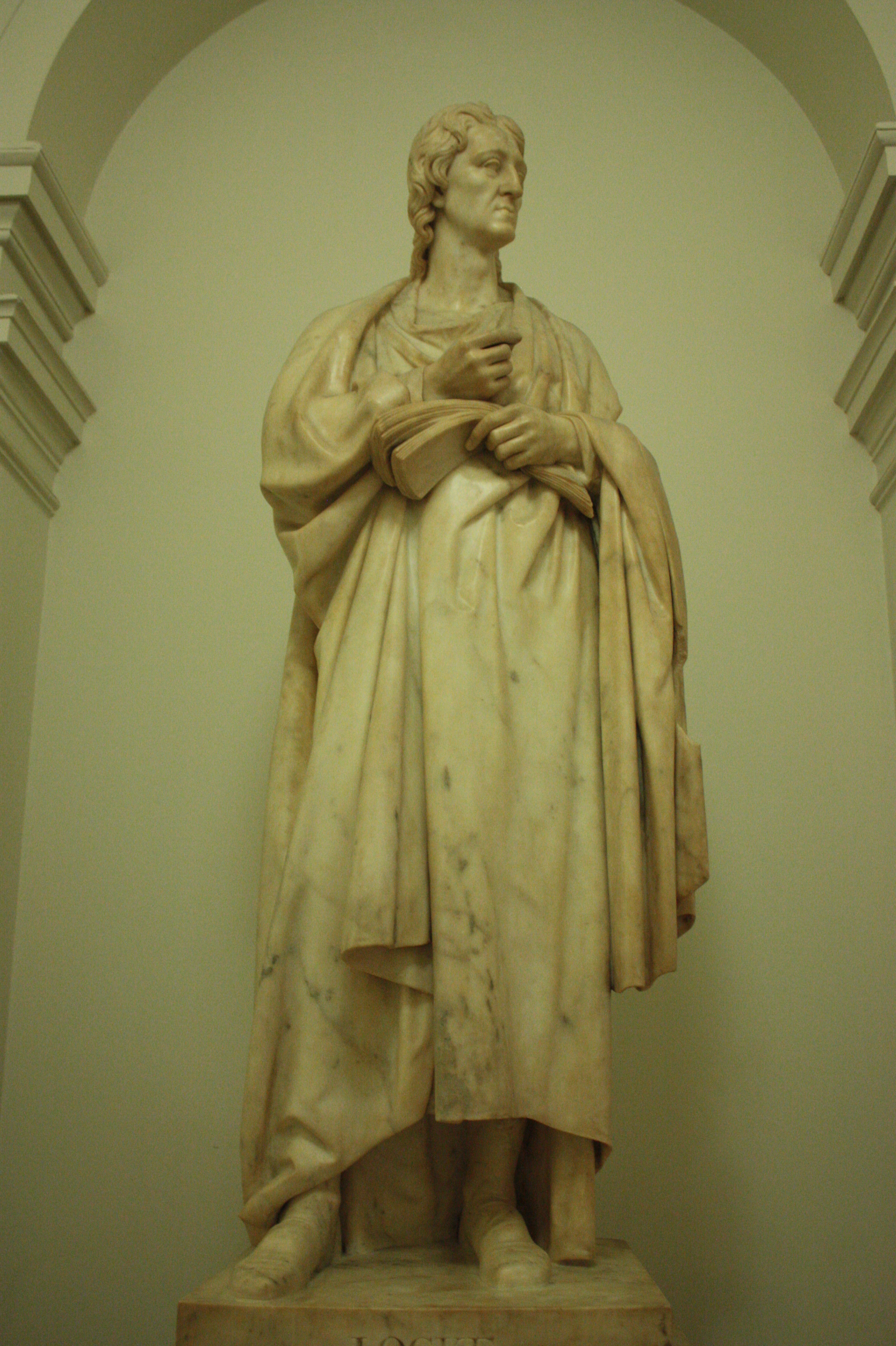
ユニヴァーシティ・カレッジ・ロンドンのジョン・ロック
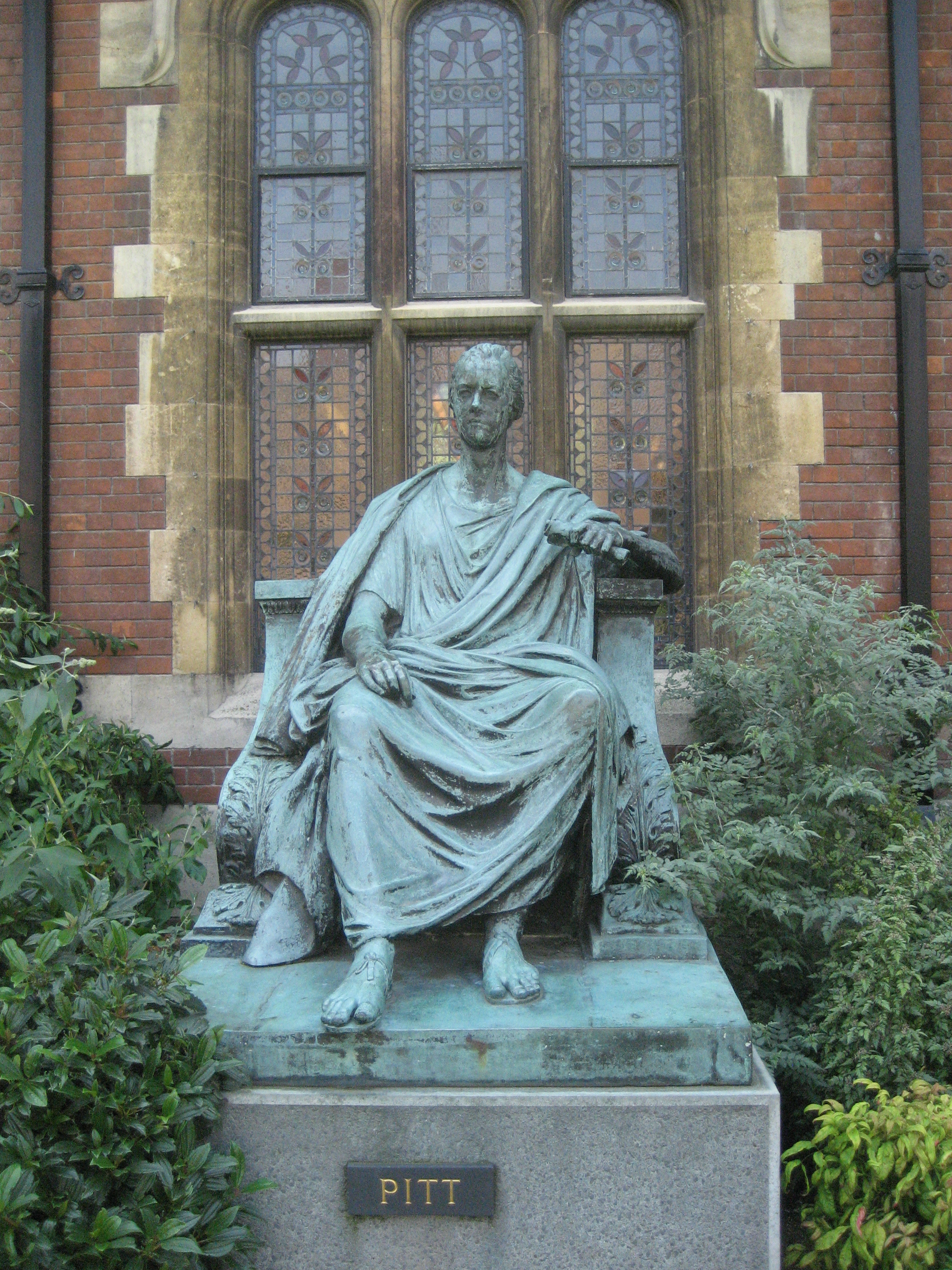
ケンブリッジ大学、ペンブルック・カレッジの小ピット像
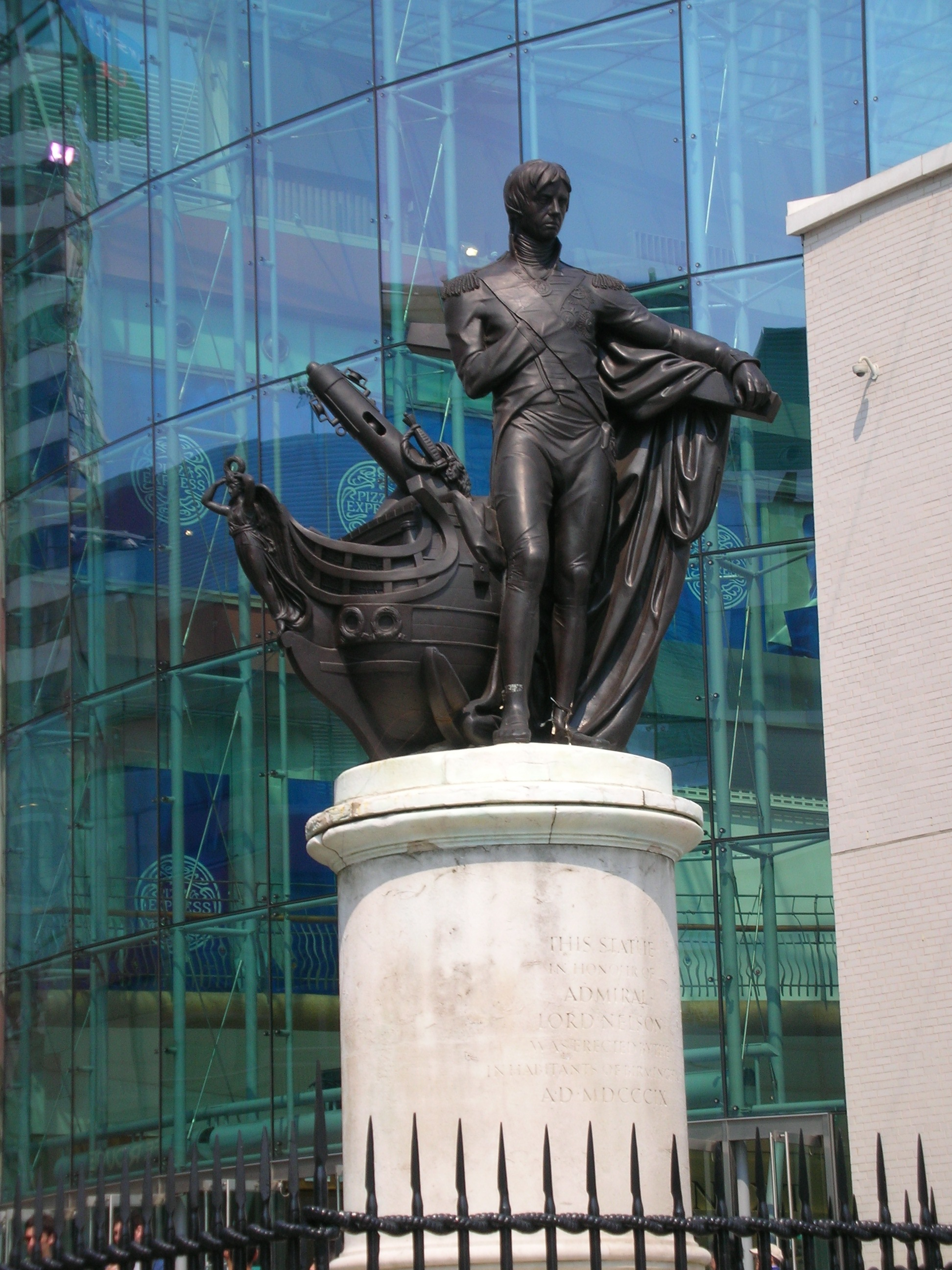
バーミンガムのネルソン提督像
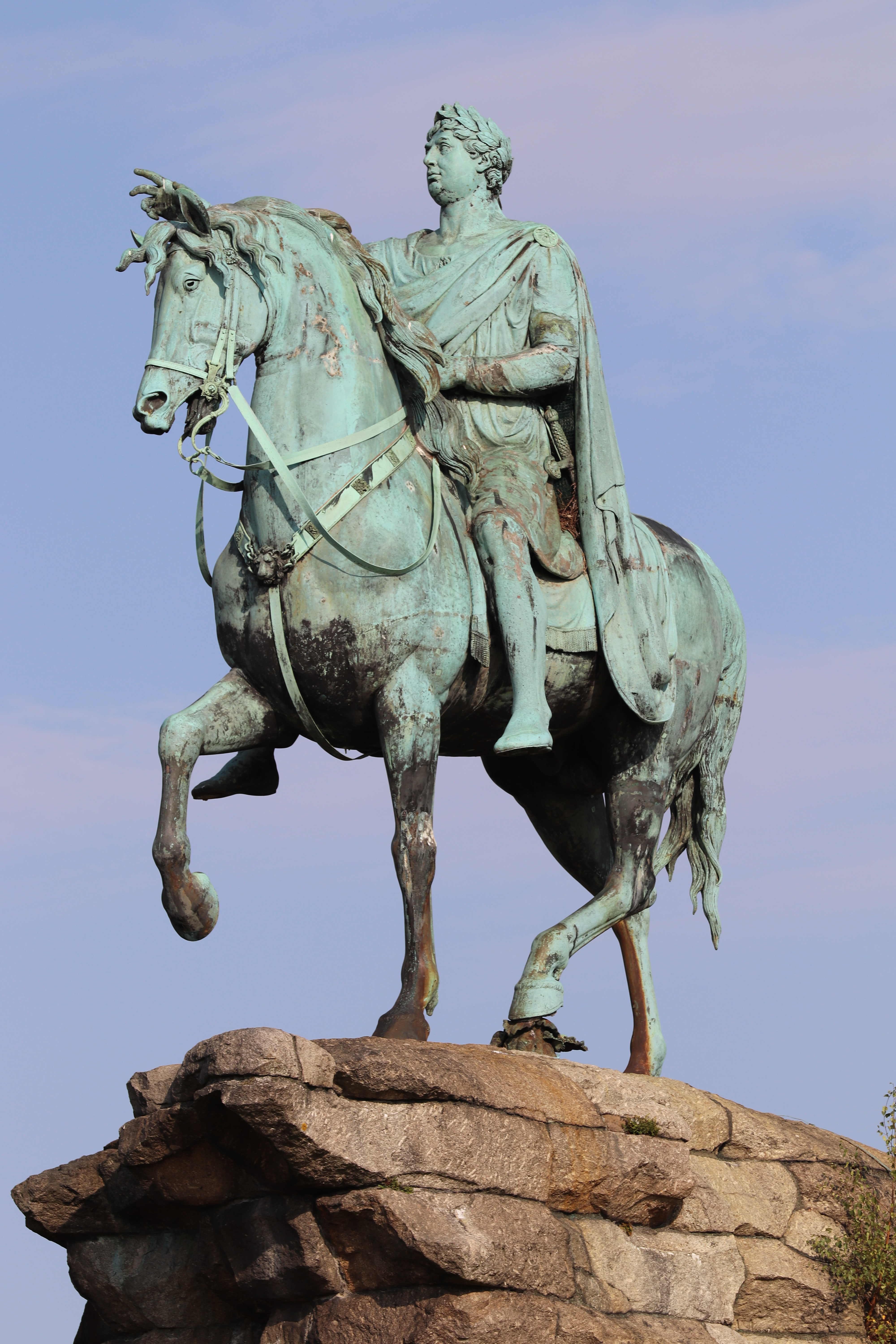
ウィンザー・グレート・パークのジョージ3世像